# The Duke (EP)
The Duke (engl.: Der Herzog) ist eine EP der US-amerikanischen Metalband Lamb of God. Die EP erschien am 18. November 2016 in Nordamerika über Epic Records und in den restlichen Territorien über Nuclear Blast.

## Entstehung
Sänger Randy Blythe lernte im Jahre 2012 den Bandfan Wayne Ford kennen, bei dem zwei Jahre zuvor die Krankheit Leukämie diagnostiziert wurde. Beide freundeten sich später an. Als die Band im Jahre 2015 ihr Album VII: Sturm und Drang aufnahme fragte Blythe Ford, ob er der Welt vor seinem Tod noch etwas mitteilen wollte. Blythe bot ihm an, eine Aufnahme seiner Stimme in das Lied zu integrieren oder seine Worte in den Texten festzuhalten. Allerdings gab Ford ihm keine Antwort. Blythe arbeitete dann selbst an dem Text, mit dem er Ford ehren wollte. Er sollte durch die Musik der Band, die er liebte, in Erinnerung bleiben.

„Diejenigen, die sich Gedanken über den Tod machen, hoffen darauf, dass sie in Würde sterben. Aber niemand weiß, wie sie mit dem Tod umgehen, wenn es soweit ist. Wayne zeigte mir einen lebenden Beweis, wie man diese Welt mit Anmut verlässt. Daher entschloss ich mich, den Text von meinem schwachen Verstehen seiner Perspektive aus zu schreiben.“

Der Text des Titelliedes stammt zum Teil von Dingen, die Wayne Ford Blythe erzählte. Weitere Teile stammen von einer Konversation des Sängers mit Fords Ehefrau. Die Idee zum Titel des Liedes bekam Blythe nach einer Unterhaltung mit Wayne Fords Vater, der ein großer Fan des Schauspielers John Wayne ist und seinen Sohn nach ihm benannte. John Wayne ist vor allem in den USA unter dem Spitznamen The Duke bekannt. Das Lied The Duke wurde ursprünglich parallel mit dem Album VII: Sturm und Drang aufgenommen. Blythes Mitmusiker waren der Meinung, dass das Lied nicht auf dem Album veröffentlicht werden sollte. Blythe wollte das Lied zu einem späteren Zeitpunkt veröffentlichen, damit das Lied und der Hintergrund mehr Aufmerksamkeit erhalten.

„Ich wollte Wayne Ford nicht nur ehren, sondern auch das Bewusstsein über Leukämie erhöhen, besonders der Bedarf an Knochenmarkspenden. Es gibt nicht einmal annähernd so viele Spender registriert, um den Bedarf zu decken.“

Neben dem Titellied und dem Lied Culling enthält die EP Liveversionen der Lieder Still Echoes und 512, die beim Auftritt von Lamb of God beim Musikfestival Rock am Ring im Juni 2015 mitgeschnitten wurden. Darüber hinaus enthält die EP noch einen Livemitschnitt des Liedes Engage the Fear Machine beim Bonnaroo Music Festival in Manchester, Tennessee. Am 25. November 2016 wurde eine Vinylversion der EP veröffentlicht.

## Titelliste
1. The Duke – 4:31
2. Culling – 3:32
3. Still Echoes (live at Rock am Ring) – 4:35
4. 512 (live at Rock am Ring) – 4:48
5. Engage the Fear Machine (live at Bonnaroo) – 4:48

## Rezeption
Für Nicolas Mattis vom Onlinemagazin The Pit bietet die EP zwei neue Lieder, „die es in sich haben“, da sie „doch die stetige musikalische Weiterentwicklung, die die Band seit Jahren meistert, ohne ihre eigenen Wurzeln zu verleugnen, illustrieren“. Die drei Liveversionen würden „nicht besonders hervorstechen“. The Duke als EP wäre „musikalisch astrein, im Gesamtpaket aber dennoch nicht mehr als solide“. Mattis verzichtete auf eine Bewertung. Tobias Kreutzer vom deutschen Onlinemagazin Metal.de bezeichnete das Titellied der EP als „einen der untypischten Songs, den Lamb of God je geschrieben haben“ sowie als „misslungenes Experiment“. Das zweite neue Lied wäre „gute Standard-Kost“ während die drei Liveaufnahmen „bekannte Live-Perfektion bieten“. Wer nicht gerade ein Lamb-of-God-Fan ist, sollte „sich gut überlegen, ob er dafür sieben Euro bezahlen“ sollte. Kreutzer vergab fünf von zehn Punkten.

## Trivia
Parallel zur Veröffentlichung der EP ging die Band eine Partnerschaft mit dem US-amerikanischen Knochenmarkspenderegister Be the Match ein. Fünf Jahre nach der Veröffentlichung hörte Todd Seaman aus Arkansas das Titellied der EP und ließ sich registrieren. Im Dezember 2021 verkündete der Lamb-of-God-Sänger Randy Blythe, dass durch Seamans Spende einem 65-jährigen Leukämiepatienten aus Virginia geholfen werden konnte.